# Élections législatives tongiennes de 2008
Des élections législatives se sont tenues aux Tonga les 23 et 24 avril 2008. Il s'agissait d'élire 18 des 30 membres de l’Assemblée législative (Fale Alea). Les neuf représentants de la noblesse furent élus par et parmi les 29 nobles héréditaires du royaume, le 23 avril, et les neuf représentants du peuple furent élus le lendemain par les citoyens tongiens. (Les douze autres députés ne sont pas élus, et siègent ex officio.)
Pour l'élection du 24 avril, soixante-et-onze candidats, dont huit femmes et les neuf députés sortants, se disputèrent les neuf sièges à pourvoir. 67 000 citoyens étaient inscrits sur les listes électorales.
Il existe bien des partis politiques aux Tonga, mais ceux-ci ne sont pas autorisés à prendre part aux élections. Tout candidat s'inscrit donc officiellement à titre individuel.
Les élections de 2008 devaient être les dernières avant les réformes annoncées pour 2010, qui devraient permettre une démocratisation des institutions.

## Controverse
Environ deux semaines avant l'élection, il fut annoncé que la Tonga Broadcasting Commission censurerait dorénavant toute diffusion médiatique par les candidats, et que les journalistes de la TBC ne seraient plus autorisés à parler de questions politiques, officiellement parce qu'ils ne seraient pas assez formés pour le faire avec objectivité. Cette décision fut critiquée par la Pacific Islands News Association, et un ministre néo-zélandais, Peter Dunne, remarqua qu'elle était « regrettable ». Tonga Review décrivit la décision comme une atteinte à la liberté d'expression, et compara les Tonga au Zimbabwe, comparaison qui fut rejetée par la TBC. Le député tongien Clive Edwards affirma que la décision avait pour but d'étouffer toute critique à l'encontre du gouvernement en période électorale, et de gêner la réélection de députés pro-démocratiques.

## Résultats

### Représentants de la noblesse
Neuf députés nobles furent élus par un ensemble de 29 électeurs issus de la noblesse, le 23 avril. Les 29 électeurs éligibles votèrent. Il n'y eut pas de candidats annoncés par avance. Tu'iha'angana, le président du Parlement sortant, perdit son siège à Ha'apai.
Élus
- Ha'apai (2 sièges)
  - Tu'ipelehake, élu avec trois voix.
  - Tu'iha'ateihio, réélu avec trois voix.
- Tongatapu (3 sièges)
  - Fielakepa, élu avec dix voix.
  - Ma'afu, élu avec dix voix.
  - Fohe, réélu avec six voix.
- Vava'u (2 sièges)
  - Luani, réélu avec trois voix.
  - Tu'ilakepa, réélu avec trois voix.
- 'Eua (1 siège)
  - Lasike, réélu avec sept voix.
- Niuatoputapu et Niuafo'ou (1 siège partagé)
  - Tangipa, élu avec deux voix.

### Représentants du peuple
Neuf députés furent élus par l'ensemble des citoyens, à l'exclusion des électeurs issus de la noblesse. Cinq membres du Mouvement pour les droits de l’homme et la démocratie étaient candidats, et quatre (Sunia Fili, 'Uliti Uata, 'Akilisi Pohiva et 'Isileli Pulu) furent élus. Les cinq autres députés représentant le peuple sont Clive Edwards, du Parti démocratique populaire, et quatre indépendants. Le taux de participation fut de 48 %.
Élus
- Ha'apai (2 sièges)
  - 'Uliti Uata, réélu avec 29,5 % des voix.
  - Teisina Fuko, élu avec 16,3 % voix.
- Tongatapu (3 sièges)
  - 'Akilisi Pohiva, réélu avec 22,3 % des voix.
  - 'Isileli Pulu, réélu avec 13,9 % voix.
  - Clive Edwards, élu avec 13,2 % voix.
- Vava'u (2 sièges)
  - 'Etuate Sungalu Lavulavu, élu avec 14,6 % voix.
  - Samiu Vaipulu, réélu avec 13 % des voix.
- 'Eua (1 siège)
  - Sunia Fili, réélu avec 35,3 % voix.
- Niuatoputapu et Niuafo'ou (1 siège partagé)
  - Sione Mafi 'Iloa, élu avec 36,8 % voix.